# Nathaniel Coleman
Pour les articles homonymes, voir Coleman.
Nathaniel Coleman, né le 1er janvier 1997 dans l'Utah, est un grimpeur américain, spécialiste du bloc.

## Biographie
Coleman est vice-champion du monde académique 2018 en bloc lorsqu'il était étudiant à l'Université de l'Utah.
En 2019, lors d'un tournoi de qualification pour les Jeux olympiques de Tokyo à Toulouse, il remporte son ticket pour la première épreuve d'escalade de l'histoire des Jeux olympiques. 
Lors de la phase de qualification, il termine 10ème dans l'épreuve de vitesse avec un temps de 6,51s. Il prend ensuite la 11ème position dans l'épreuve de bloc avec un "top" et trois "zones". Sa 5ème place en  difficulté lui permettra de se qualifier in extremis en finale en prenant la dernière place qualificative. 
En finale, lors de l'épreuve de vitesse, il prend la 6ème position, derrière son compatriote Colin Duffy. Il parvient ensuite à finir premier dans l'épreuve de bloc en étant le seul à terminer deux blocs. Cela lui permet de prendre la première place virtuelle, à égalité avec Mickaël Mawem et Tomoa Narasaki avant la dernière épreuve. Malgré sa 5ème place en difficulté, il termine en seconde position du classement général derrière l'espagnol Alberto Ginés López et remporte donc la médaille d'argent.

## Palmarès
- Il obtient la médaille d'argent à la compétition en combiné d'Escalade aux Jeux olympiques d'été de 2020.